# Baeus arachnevora
Baeus arachnevora är en stekelart som först beskrevs av Jean Risbec 1956.  Baeus arachnevora ingår i släktet Baeus och familjen Scelionidae. Inga underarter finns listade.